# The Perfect Drug
The Perfect Drug è un singolo del gruppo musicale statunitense Nine Inch Nails, pubblicato il 13 maggio 1997.

## Descrizione
Il brano fu scritto per il film di David Lynch Lost Highway (conosciuto in Italia come Strade perdute) e, di fatto, fa parte della colonna sonora del film. Alcuni remix della canzone si trovano nell'EP "The Perfect Drug" Versions (conosciuto anche come Halo 11).
La versione originale del brano non appare tra le tracce della versione americana del singolo. The Perfect Drug è stata successivamente inserita nelle tracklist dei singoli We're in This Together e Into the Void, ma non si trattava della versione originale, che è presente solamente nella colonna sonora del film.
Il video diretto da Mark Romanek (lo stesso regista di Closer), fu pubblicato il 18 gennaio 1997 ed è presente nel VHS Closure.

## Tracce
CD
1. "The Perfect Drug (Remixed by Meat Beat Manifesto)" - [7:24]
2. "The Perfect Drug (Remixed by Plug)" - [6:53]
3. "The Perfect Drug (Remixed by Nine Inch Nails)" - [8:19]
4. "The Perfect Drug (Remixed by Spacetime Continuum)" - [5:42]
5. "The Perfect Drug (Remixed by The Orb)" - [6:12]
6. "The Perfect Drug (Original Version)" - [5:16] Non-US releases only

12" DJ promo
1. "The Perfect Drug (Remixed by Meat Beat Manifesto)"
2. "The Perfect Drug (Remixed by Nine Inch Nails)"
3. "The Perfect Drug (Remixed by Plug)"
4. "The Perfect Drug (Remixed by Aphrodite)" - [6:04]
5. "The Perfect Drug (Remixed by The Orb)"
6. "The Perfect Drug (Remixed by Spacetime Continuum)"

## Edizioni
- Nothing Records/Interscope Records INTDM-95007 - US CD
- Nothing Records/Interscope Records IND-95542 - EU CD
- Nothing Records/Interscope Records MVCP-14001 - JP CD
- Nothing Records/Interscope Records IND-95542 - AU CD
- Nothing Records/Interscope Records INT8P-6164 - 3 x 12"

## Cover
- Die Krupps
- Nerve Factor
- Mariano
- Chordials